# Cantón de Caraman
El cantón de Mondongo era una división administrativa francesa que estaba situada en el departamento de Alto Garona y la región de Mediodía-Pirineos.

## Composición
El cantón estaba formado por diecinueve comunas:
- Albiac
- Auriac-sur-Vendinelle
- Beauville
- Cambiac
- Caragoudes
- Caraman
- Francarville
- La Salvetat-Lauragais
- Le Cabanial
- Le Faget
- Loubens-Lauragais
- Mascarville
- Maureville
- Mourvilles-Basses
- Prunet
- Saussens
- Ségreville
- Toutens
- Vendine

## Supresión del cantón de Caraman
En aplicación del Decreto n.º 2014-152 de 13 de febrero de 2014, el cantón de Caraman fue suprimido el 22 de marzo de 2015 y sus 19 comunas pasaron a formar parte del nuevo cantón de Revel.